# Ümraniyespor
El Ümraniyespor Spor Kulübü es un club de fútbol de Turquía con sede en la ciudad de Estambul. Fue fundado en 1938 y A partir de la temporada 2023-24 jugara en la TFF Primera División segunda división de Turquía.

## Uniforme
- Uniforme titular: Camiseta, pantalón y medias rojas.
- Uniforme alternativo: Camiseta, pantalón y medias blancas.